# Apoleptomastix rufiscapus
Apoleptomastix rufiscapus är en stekelart som beskrevs av Kerrich 1982. Apoleptomastix rufiscapus ingår i släktet Apoleptomastix och familjen sköldlussteklar. Inga underarter finns listade i Catalogue of Life.